# Lumiliximab
Lumiliximab es un fármaco que actúa como inmunomodulador. Es un anticuerpo monoclonal quimérico (proteína fusionada) que tiene como diana terapéutica el CD23 (Cúmulo de diferenciación 23). El Lumiliximab ha sido desarrollado por la farmacéutica especializada en biogenética Biogen.

## Descripción
El lumiliximab es una inmunoglobulina G -IgG1-, anti-(receptor de tipo II humano de la inmunoglobulina E -IgE-); dímero del disulfuro entre la cadena γ1 y la cadena κ del anticuerpo monoclonal quimérico hombre-Macaca irus IDEC-152 inmunomodulador.

## Licencia
El 4 de febrero de 2008 la EMEA de la Comisión Europea concedió a Biogen Idec Limited, empresa del Reino Unido, la autorización al fármaco Lumiliximab para estudios clínicos en el tratamiento de segunda línea la leucemia linfática crónica.

## Estudios clínicos
Es objeto de estudios clínicos en Fase I y II y III para el tratamiento de segunda línea de la leucemia linfática crónica.